# Partido Cívico Femenino
Partido Cívico Femenino var en förening för kvinnor i Chile, verksam 1922-1939. 
Organisationen kallade sig för ett feministiskt parti och var den första av sitt slag i Chile. Den verkade för sekularism, samundervisning, kvinnors rätt att studera, yrkesarbeta, kontrollera sina egna pengar och rösta. 
Den utgav tidningen Acción Femenina.